# 敦策奈姆
敦策奈姆（法語：Duntzenheim，法語發音：[duntsənaim] ⓘ）是法国下莱茵省的一个市镇，位于该省西部，属于萨韦尔讷区。

## 地名
由于语源问题，该地名“Duntzenheim”拼读方式不符合法语正字法，其标准发音为[duntsənaim]，根据实际发音其应译作“敦策奈姆”，《世界地名翻译大辞典》与《世界地名译名词典》将其误译作“丹泽内姆”。

## 地理
敦策奈姆（48°42'43"N, 7°32'6"E）面积6.21 平方千米，位于法国大東部大區下莱茵省，该省份为法国大陆部分最东部的省份，是阿尔萨斯的一部分，今与上莱茵省组成了阿尔萨斯欧洲集体，其南至上莱茵省，西南接孚日省和默尔特-摩泽尔省，西接摩泽尔省，北与德国接壤，东侧沿莱茵河与德国相望。
与敦策奈姆接壤的市镇（或旧市镇、城区）包括：英格奈姆、古格奈姆、奥夫朗克南、罗尔、塞索尔赛姆、温格赛姆-莱卡特尔邦、奥克费尔登。
敦策奈姆的时区为UTC+01:00、UTC+02:00（夏令时）。

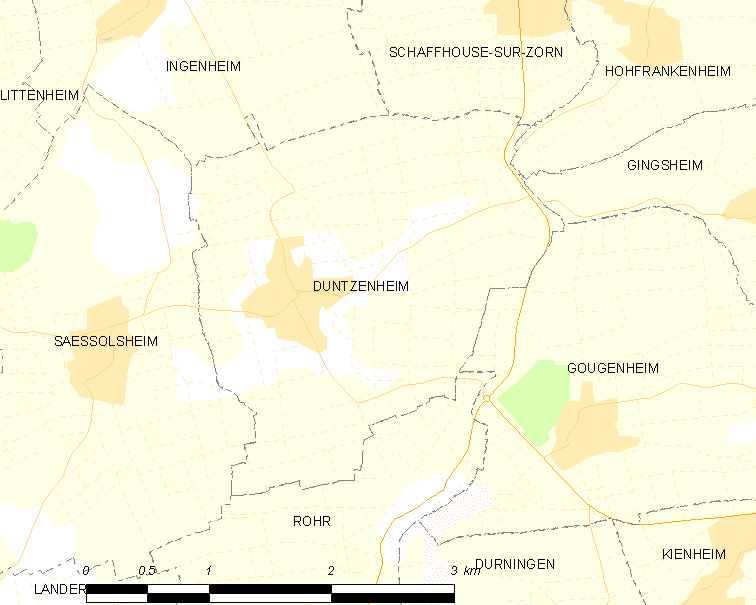
敦策奈姆的OSM定位图

## 行政
敦策奈姆的邮政编码为67270，INSEE市镇编码为67107。

## 政治
敦策奈姆所属的省级选区为布克斯维莱尔县。

## 人口

1962-2008年间敦策奈姆人口变化图示

敦策奈姆于2022年1月1日时的人口数量为656人。